# Take the Money and Run (kunstværk)
Take the Money and Run er et kunstværk af Jens Haaning, bestilt af Kunsten Museum for Moderne Kunst Aalborg i Danmark i 2021.    Værket består af to tomme billedrammer, der tidligere indeholdt et antal pengesedler. Værket tolkes ofte som  en kommentar til dårlige lønforhold. 
Kunsten Museum bestilte Haaning til at genskabe to af sine tidligere værker, hvor han repræsenterede østrigske og danske arbejderes årsløn ved at indramme bunker af kroner og eurosedler. Museet tilbød kunstneren 532.549 kroner til at bruge til rekonstruktionerne; i stedet leverede Haaning de to tomme rammer til museet. Museet krævede, at Haaning skulle returnere de penge, der oprindeligt var beregnet til kunstværket, men kunstneren mente at dette gik imod hans ide bag kunstværket.
Det er (2023) aldrig opklaret, om der var tale om en skjult aftale mellem kunstner og museum, selv om museet officielt benægter et sådant forhold. Kunstneren Uwe Max Jensen har forsøgt at anmelde forholdet til politiet, men sagen blev afvist.[kilde mangler] I følge Roger Buch skulle en offentlig institution have anmeldt Jens Haaning for bedrageri til politiet.[kilde mangler] Men Kunsten har særstatus som en selvejende institution, og er dermed ikke underlagt de samme regler.
Museet Kunsten og Jens Haaning indgik 15. maj 2024 et forlig.